# チェリーブロッサム!
『チェリーブロッサム!』は、茶菓山しん太による日本の4コマ漫画作品。
『まんがタイムきらら』（芳文社）2010年4月号にゲスト掲載された後、同年8月号から2016年7月号にかけて定期連載された。

## あらすじ
主人公の日吉大咲は園芸が大好きな少年、高校入学を機に園芸部に入部する。しかしそこには美人だが下ネタが大好きな先輩・大倉山ゆうと、同じ美人だが体力バカの先輩・綱島火文がいた。以来大咲はこの2人に振り回されることになる。

## 登場人物
- キャラクターの名字は全員東急東横線の駅名からとられている。

日吉 大咲（ひよし だいさく）
誕生日：8月1日、星座：獅子座、血液型：A型、身長：180cm、体重：67kg
好きなもの：植物・可愛いもの／嫌いなもの：グロテスクな物、恐怖を感じること。
本作の主人公。高校入学を機に園芸部に入部する。園芸に関しては趣味というより特技に近く、学校以外でも家の庭で野菜や植物を育てている。両親が仕事で家を空けることが多いため、家事全般も得意である。植物の繁殖に性的興味を覚えるかなり特殊な性癖を持つ。その反面女の子に関しては免疫がなく、後述の先輩たちや担任教師に日々振り回されているが、その割にムッツリしている。3年生になると園芸部部長になる。前髪が長く両目は隠されていたが、最終話では短髪となり目が描画された。
大倉山 ゆう（おおくらやま ゆう）
誕生日：4月3日、星座：牡羊座、血液型：AB型、身長：165cm、体重：47kg、B84/W52/H83
好きなもの：下ネタ、日吉大咲、綱島火文／嫌いなもの：ノリの悪い人
大咲の1つ上の先輩で、園芸部の副部長。学校指定の体操服とはまるで関係のないブルマを愛用する。下ネタが大好きで大咲にセクハラしたりと、自分勝手を地で行く少女。ただし水着姿の大咲を見て突き飛ばしたり、人工呼吸の話に動揺したりと、自分自身の色恋には免疫がない。家は財閥の令嬢で上に12人の兄がいるが全員結婚し独立している、ゆうが下ネタ好きになったのは兄たちが隠していたエロ本をこっそり覗いてたことが原因。大咲のことは当初いじりがいのある後輩として見ていたが、徐々に大咲のことを意識している描写がある。
綱島 火文（つなしま ひふみ）
誕生日：12月24日、星座：山羊座、血液型：O型、身長：163cm、体重：50kg、B88/W56/H86
好きなもの：運動全般、食事、就寝／嫌いなもの：勉強・暗闇
大咲の1つ上の先輩で、園芸部の部長。性格は常に大らかで明るいが割と天然。運動全般が得意で身が軽く、足も速く、怪力。大咲によると箱根駅伝に出られるほどだが、実母には全く敵わない。またその反面勉強が全くできず、テストも赤点ばかりで追試を受け、かろうじて3年に進級できた。また家事全般も全くできず、特に料理は様子を見に来た大咲が止めたほど。亡父はアメリカ人で火文の容姿や性格は父親似である。お化けが大の苦手。
菊名 つばき（きくな つばき）
血液型：O型、身長：155cm、体重：45kg、B77/W48/H77
好きなもの：家事全般／嫌いなもの：特になし
大咲の同級生で幼馴染み、大咲に想いを寄せているが、それを素直に言い表せないでいる少女。胸は貧乳である。大咲が園芸部に入部し始め、先輩の話がちらほら出始めているため、気が気ではない状態である。ゆうや火文とも会っているのだが、二人が大咲のいう園芸部の先輩であることは知らない。
日吉 沙咲野（ひよし ささの）
血液型：A型、身長：153cm、体重：43kg、B79/W51/H78
好きなもの：お兄ちゃん／嫌いなもの：お兄ちゃんを困らせるもの全て
大咲の実妹で、初登場当時中学3年生で受験生だった。普段は寡黙で冷静沈着だが、極度のブラコンで大咲のことが絡むと気が気でなくなり、ゆうや火文に対しては自分より胸が大きいことにコンプレックスを感じてか嫌っていたり（特にゆうに関しては自分にもセクハラするので余計に嫌っている）、つばきに関しては「敵に塩を贈るようなマネはしない」と考え、わざと大咲から視点をそらすように画策している。2巻の終わりで無事高校に合格し、大咲と同じ高校に通うことになる。後述の三葉からは、ささのんと呼ばれていた。
新丸子 寧々子（しんまるこ ねねこ）
血液型：B型、身長：167cm、体重：54kg、B92/W58/H88
好きなもの：お菓子・お酒・発明／嫌いなもの：面倒くさいもの
大咲の担任教師であり、園芸部の顧問であるが、部活に顔を出すことはほとんどない。異様に面倒くさがりで当人曰く「職員会議サボったら、知らぬ間に顧問に任命された」とのことから、園芸は特に好きではないが、発明が大好きでその一部は特許が取れているほどである。ただロクなものを作らないため、大咲達からは敬遠されている。また女性キャラクターの中で一番胸が大きく、「凶器」と呼ばれているほどである。またお酒は大好きだがタバコは吸わず職務中はお菓子を食べている描写がある。
妙蓮寺 真穂（みょうれんじ まほ）
血液型：A型、身長：157cm、体重：49kg、B85/W56/H83
好きなもの：流行りのもの／嫌いなもの：ダサいもの
大咲・つばきの同級生で、同じクラス。初登場当時は名前がなかったが、後に名字のみ付けられ、コミックス2巻では名前も登場した。かつてはメガネをかけた地味な少女だったが、後述の武蔵小杉からもう少し派手な格好を薦められ、現在のようになった、ただ武蔵小杉はそのことを覚えておらず、そのことに腹を立て足蹴にした。武蔵小杉とは両想いらしい描写がある。またつばきとは親友でつばきのことを応援している。
武蔵小杉 徳次（むさしこすぎ のりつぐ）
血液型：O型、身長：179cm、体重：66kg
好きなもの・嫌いなもの：女の子（本人曰く「哲学」とのこと）
大咲・つばきの同級生で、同じクラス。妙蓮寺と同じく初登場当時は名前がなかったが、後に名字のみ付けられ、コミックス2巻では名前も登場した。妙蓮寺とつるんでいて、二人が付き合っているという噂もあるが、当人はまんざらでもないらしい。妙蓮寺と共にゆうと火文とはじかに会っている。
菊名 つくも（きくな つくも）
血液型：O型、身長：152cm、体重：48kg、B79/W56/H80
好きなもの：料理／嫌いなもの：掃除・洗濯
つばきの実母。手料理の肉じゃがで夫（つばきの父）をものにしたと語る。ただそれはつばきの考察によると単に根気負けしただけとも…。
綱島 清火（つなしま きよか）
血液型：O型、身長：158cm、体重：（ぶっとばすわよ）、B89/W63/H90
好きなもの：夫・娘／嫌いなもの：借金・ローン
火文の実母で、夫が亡くなった後火文を一人で育ててきた、色々な格闘技の有段者で火文が唯一敵わない人物。綱島家は堅い考えの一族だったため、それに歯向かうために強くなる決意をしたそうである（火文はついで）。
多摩川 玉子（たまがわ たまこ）
血液型：O型、身長：170cm、体重：64kg、B83/W63/H82
好きなもの：居酒屋・寧々子いじり／嫌いなもの：貧乏・借金
教員で28歳。新丸子先生の数少ない友人。寧々子とは同級生で、高校時代にはすでに友人関係にあった様子がコミックス2巻で描かれている。
元住吉 三葉（もとすみよし みつば）
血液型：B型、身長：145cm、体重：40kg、B73/W52/H75
日吉兄妹の従姉妹で、沙咲野と同級生。沙咲野からはおみつと呼ばれている。大咲のことは大ちゃんと呼んでいる。コミックス3巻で登場。大咲達と同じ高校に通うため、日吉家に居候することに。語尾に「ッス」を付けて話す。居候になる旨について手紙を送るのに、速達と称して韋駄天と称されている、近所の猫を伝書猫にして出すなど（その手紙は日吉兄妹には届いていなかった）、一風変わった言動をする。
大倉山 勇蔵（おおくらやま ゆうぞう）
血液型：A型、身長：177cm、体重：73kg
好きなもの：ゆうが好きなもの／嫌いなもの：ゆうが嫌いなもの・怒ったときの嫁
ゆうの11番目の兄。海辺に豪邸を構えており、勘で石油を掘り当てたらしく、その際に近辺の山までの敷地一帯を買い取ったらしい。既婚者ではあるが、極度のシスコン。
横浜 みなと（よこはま みなと）
新入生。園芸部に入部する。胸が大きい。最終話のみ登場。

## 書誌情報等

### 単行本
芳文社より「まんがタイムKRコミックス」として刊行。
1. 2011年7月27日発売 2011年8月11日発行 ISBN 978-4-8322-4048-3
2. 2012年6月27日発売 2012年7月12日発行 ISBN 978-4-8322-4162-6
3. 2013年10月27日発売 2013年11月11日発行 ISBN 978-4-8322-4337-8
4. 2015年5月12日発行 2015年4月27日発売 ISBN 978-4-8322-4559-4
5. 2016年8月11日発行 2016年7月27日発売 ISBN 978-4-8322-4722-2